# Электростанции Орегона
Американский штат Орегон является третьим по величине штатом-производителем возобновляемой энергии в Соединенных Штатах.  Гидроэлектростанции доминируют на рынке электроэнергии в Орегоне, обеспечивая почти две трети электроэнергии, вырабатываемой в штате, хотя на их долю приходится всего 38,91% от общего процента потребления, если учитывать импорт электроэнергии из других штатов.  Природный газ является вторым по величине источником потребления энергии, что составляет одну треть чистой выработки электроэнергии в Орегоне. Это в основном связано с недавними запасами природного газа, обнаруженными в заливе Кус, а также постоянной добычей на месторождении Мист-Филд на северо-западе Орегона, недалеко от Астории. Энергия, потребляемая в Орегоне, в основном поступает от гидроэлектростанций (38,91%), угля (26,47%), природного газа (21,50%) и ветра (7,01%).
В 2022 году общая летняя мощность всех электростанций Орегона составила 17 243 МВт, а чистая выработка — 61 317 ГВт·ч. В 2023 году структура выработки электроэнергии была следующей: 42,1% гидроэлектроэнергия, 38,1% природный газ, 14,7% ветер, 3,2% солнце, 1,6% биотопливо и 0,4% геотермальная энергия. Малые солнечные электростанции, включая солнечные батареи, принадлежащие домохозяйствам, поставили дополнительные чистые 515 ГВт·ч в электросеть штата в 2023 году. Это составляет менее одной трети от объема, вырабатываемого солнечными электростанциями Орегона.
В 2019 году Орегон вошел в пятерку крупнейших штатов США по доле возобновляемой генерации. Он стал вторым по величине производителем гидроэлектроэнергии после штата Вашингтон.
Орегон занимает третье место в стране после штатов Калифорния и Невада по потенциалу геотермальной генерации.

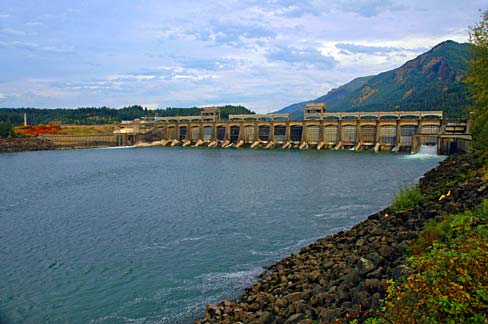
Шлюз и плотина Бонневил, штат Орегон, США

## Атомные электростанции
АЭС «Троян» вырабатывала 1095 МВт электроэнергии в период с 1976 по 1992 год.  Вывод из эксплуатации и удаление ядерных компонентов были завершены в 2006 году.  В 2019 году в Орегоне не было ни одной электростанции, которая использовала бы расщепляющийся материал в качестве топлива.

## Электростанции на ископаемом топливе
Информация представлена согласно данным Управления энергетической информации США.

### Природный газ
| Название               | Расположение | Координаты                       | Мощность (МВт) | Тип                                                     | Оператор                  | Год ввода в эксплуатацию | Ссылка |
| ---------------------- | ------------ | -------------------------------- | -------------- | ------------------------------------------------------- | ------------------------- | ------------------------ | ------ |
| Hermiston              | Хермистон    | 45°48′15″ с. ш. 119°22′12″ з. д. | 474            | 1x1 комбинированный цикл (x2), 2x1 комбинированный цикл | PacifiCorp (50%)          | 1996                     | [ 10 ] |
| Klamath Cogeneration   | Кламат-Фолс  | 42°10′26″ с. ш. 121°48′38″ з. д. | 606            | 2x1 комбинированный цикл, простой цикл (x4)             | Iberdrola Renovables      | 2001                     | [ 11 ] |
| Beaver                 | Клатскани    | 46°10′21″ с. ш. 123°10′26″ з. д. | 529            | 6x1 комбинированный цикл, простой цикл                  | Portland General Electric | 1974                     | [ 12 ] |
| Port Westward          | Клатскани    | 46°10′44″ с. ш. 123°10′19″ з. д. | 413            | 1x1 комбинированный цикл                                | Portland General Electric | 2007                     | [ 12 ] |
| Port Westward 2        | Клатскани    | 46°10′44″ с. ш. 123°10′19″ з. д. | 225            | Поршневой двигатель (x12)                               | Portland General Electric | 2015                     | [ 12 ] |
| Coyote Springs         | Бордман      | 45°50′53″ с. ш. 119°40′26″ з. д. | 233            | 1x1 комбинированный цикл                                | Portland General Electric | 1995                     | [ 12 ] |
| Coyote Springs 2       | Бордман      | 45°50′53″ с. ш. 119°34′26″ з. д. | 290            | 1x1 комбинированный цикл                                | Avista Corporation        | 2003                     | [ 13 ] |
| Carty Generating Plant | Бордман      | 45°41′55″ с. ш. 119°48′47″ з. д. | 416            | 1x1 комбинированный цикл                                | Portland General Electric | 2016                     | [ 12 ] |

## Электростанции на возобновляемых источниках энергии

### Гидроэлектростанции
| Название                             | Расположение                 | Координаты                       | Мощность (МВт) | Оператор                       | Год ввода в эксплуатацию |
| ------------------------------------ | ---------------------------- | -------------------------------- | -------------- | ------------------------------ | ------------------------ |
| Плотина Джона Дэя                    | Колумбия (река)              | 45°42′59″ с. ш. 120°41′39″ з. д. | 2,160          | Корпус инженеров Армии США     | 1971                     |
| Плотина Даллес                       | Колумбия (река)              | 45°36′50″с.ш. 121°08′05″з.д.     | 2,100          | Корпус инженеров Армии США     | 1957                     |
| Плотина Бонневиль                    | Колумбия (река)              | 45°38′39″с.ш. 121°56′28″з.д.     | 1,218          | Корпус инженеров Армии США     | 1937                     |
| Плотина МакНэри                      | Колумбия (река)              | 45°56′25″с.ш. 119°17′56″з.д.     | 980            | Корпус инженеров Армии США     | 1954                     |
| Плотина Браунли                      | Снейк-Ривер                  | 44°50′12″с.ш. 116°53′51″з.д.     | 585            | Энергетическая компания Айдахо | 1958                     |
| Плотина Хеллс-Каньон                 | Снейк-Ривер (также ID)       | 45°14′38″с.ш. 116°42′03″з.д.     | 391            | Энергетическая компания Айдахо | 1967                     |
| Плотина Раунд-Бьютт                  | Река Дешут                   | 44°36′21″с.ш. 121°16′38″з.д.     | 225            | Portland General Electric      | 1964                     |
| Речная система Северный Ампква       | Река Ампкуа                  | 43°19′21″с.ш. 122°11′40″з.д.     | 200            | PacifiCorp                     | 1950-1956                |
| Электростанция Оксбоу                | Снейк-Ривер (также ID)       | 44°58′18″с.ш. 116°50′06″з.д.     | 190            | Энергетическая компания Айдахо | 1961                     |
| Плотина реки Линк                    | Линк-Ривер                   | 42°14′02″с.ш. 121°48′07″з.д.     | 151            | PacifiCorp                     | 1921                     |
| Плотина смотровой площадки           | Река Мидл-Форк-Уилламетт     | 43°54′55″с.ш. 122°45′11″з.д.     | 120            | Корпус инженеров Армии США     | 1953                     |
| Детройтская плотина                  | Река Северный Сантьям        | 44°43′21″ с.ш. 122°15′04″ з.д.   | 100            | Корпус инженеров Армии США     | 1953                     |
| Плотина Грин-Питер                   | Река Средний Сантьям         | 44°26′58″с.ш. 122°32′58″з.д.     | 80             | Корпус инженеров Армии США     | 1967                     |
| Плотина Пельтон                      | Река Дешут                   | 44°41′40″с.ш. 121°13′53″з.д.     | 73             | Portland General Electric      | 1958                     |
| Норт-Форк                            | Река Клакамас                | 45°14′36″с.ш. 122°16′48″з.д.     | 58             | Portland General Electric      | 1958                     |
| Проспект гидроэлектростанции         | Река Роуг                    | 42°43′52″с.ш. 122°30′50″з.д.     | 52             | PacifiCorp                     | 1912-1957                |
| Плотина Лост-Крик                    | Река Роуг                    | 42°40′18″с.ш. 122°40′38″з.д.     | 49             | Корпус инженеров Армии США     | 1977                     |
| Фарадей                              | Река Клакамас                | 45°16′05″ с.ш. 122°19′12″ з.д.   | 46             | Portland General Electric      | 1907                     |
| TW Салливан                          | Река Уилламетт               | 45°21′14″с.ш. 122°37′08″з.д.     | 46             | Portland General Electric      | 1895                     |
| Проект гидроэлектростанции Оук-Гроув | Река Клакамас                | 45°07′19″с.ш. 122°04′12″з.д.     | 44             | Portland General Electric      | 1924                     |
| Плотина Хиллс-Крик                   | Средний рукав реки Уилламетт | 43°42′39″с.ш. 122°25′26″з.д.     | 30             | Корпус инженеров Армии США     | 1961                     |
| Плотина Кугуар                       | Река Мак-Кензи               | 44°07′51″с.ш. 122°14′38″з.д.     | 25             | Корпус инженеров Армии США     | 1964                     |
| Речная мельница                      | Река Клакамас                | 45°18′00″с.ш. 122°21′00″з.д.     | 25             | Portland General Electric      | 1911                     |
| Фостер Дэм                           | Река Южный Сантьям           | 44°24′53″с.ш. 122°40′16″з.д.     | 20             | Корпус инженеров Армии США     | 1968                     |
| Плотина Биг-Клифф                    | Река Северный Сантьям        | 44°45′05″с.ш. 122°17′00″з.д.     | 18             | Корпус инженеров Армии США     | 1953                     |
| Декстер Дэм                          | Река Уилламетт               | 43°55′27″с.ш. 122°48′20″з.д.     | 15             | Корпус инженеров Армии США     | 1954                     |
| Плотина Овайхи                       | Река Овайхи                  | 43°38′30″с.ш. 117°14′37″з.д.     | 5              | Район орошения Овайхи          | 1980-е                   |

### Ветроэлектростанции
| Название                                                            | Расположение                 | Координаты                     | Мощность (МВт)          | Год ввода в эксплуатацию |
| ------------------------------------------------------------------- | ---------------------------- | ------------------------------ | ----------------------- | ------------------------ |
| Ветряная электростанция Клондайк                                    | Округ Шерман                 | 45°33′23″с.ш. 120°33′03″з.д.   | 399                     | 2002/2005/2007           |
| Ветряная электростанция Биглоу-Каньон                               | Округ Шерман                 | 45°39′13″с.ш. 120°36′12″з.д.   | 450                     | 2007/2009/2010           |
| Проект «ВанСикл Ветер»                                              | Округ Юматилла               | 45°56′10″с.ш. 118°39′36″з.д.   | 124                     | 1998/2009                |
| Проект Stateline Wind                                               | Округ Юматилла               | 46°00′46″с.ш. 118°48′58″з.д.   | 123                     | 2001                     |
| Ветряная электростанция Rattlesnake Road (Проект Arlington Wind)    | Округ Гиллиам                | 45°43′00″ с.ш. 120°12′03″ з.д. | 103                     | 2008                     |
| Ветряная электростанция Хей-Каньон                                  | Округ Шерман                 | 45°31′12″с.ш. 120°34′28″з.д.   | 101                     | 2009                     |
| Ветряная электростанция Элкхорн-Вэлли                               | Округ Юнион                  | 45°05′07″с.ш. 117°48′59″з.д.   | 101                     | 2007                     |
| Проект «Leaning Juniper Wind»                                       | Округ Гиллиам                | 45°39′09″с.ш. 120°12′35″з.д.   | 302.3                   | 2006/2011                |
| Ветряная электростанция Pebble Springs                              | Округ Гиллиам                | 45°42′43″с.ш. 120°07′30″з.д.   | 99                      | 2009                     |
| Ветряная электростанция «Пшеничное поле»                            | Округ Гиллиам                | 45°40′33″с.ш. 120°19′06″з.д.   | 97                      | 2009                     |
| Ветряная электростанция Уиллоу Крик                                 | Округ Гиллиам и округ Морроу | 45°39′12″с.ш. 119°59′29″з.д.   | 72                      | 2009                     |
| Проект Кондон Ветер                                                 | Округ Гиллиам                | 45°16′36″с.ш. 120°16′46″з.д.   | 50                      | 2001/2002                |
| Ветряная электростанция Combine Hills                               | Округ Юматилла               | 45°56′35″с.ш. 118°35′28″з.д.   | 104                     | 2003/2010                |
| Ветряная электростанция Тримайл-Каньон                              | Округ Морроу                 | 45°40′33″с.ш. 119°56′15″з.д.   | 10                      | 2009                     |
| Ветряная электростанция Shepherds Flat Hulburt и Horseshoe Bend     | Округ Гиллиам и округ Морроу | 45°35′08″с.ш. 120°00′30″з.д.   | 845                     | 2012                     |
| Проект Star Point Wind                                              | Округ Шерман                 | 45°30′36″с.ш. 120°28′48″з.д.   | 98.7                    | 2010                     |
| Ветряная электростанция Уиллоу Спринг                               | Округ Бейкер                 | 44°22′55″ с.ш. 117°16′23″ з.д. | 10                      | 2017                     |
| Ветряная электростанция Пату                                        | Округ Шерман                 | 45°36′47″с.ш. 120°37′01″з.д.   | 9                       | 2010                     |
| Ветроэнергетическая установка Монтегю                               | Округ Гиллиам                | 45°35′09″с.ш. 120°05′25″з.д.   | 200                     | 2019                     |
| Лаймовый Ветер                                                      | округ Бейкер                 | 44°23′49″с.ш. 117°16′19″з.д.   | 3                       | 2011                     |
| Шопен Ветер                                                         | Округ Юматилла               | 45°52′48″с.ш. 118°27′48″з.д.   | 10                      | 2016                     |
| Ветряная электростанция Бернт-Ривер Бенсон/Дарбин/ Джетт/Проспектор | Округ Бейкер                 | 44°22′01″с.ш. 117°20′38″з.д.   | 40                      | 2017                     |
| Четырехмильный ветер                                                | Округ Морроу                 | 45°38′41″с.ш. 119°27′12″з.д.   | 10                      | 2009                     |
| Возобновляемая энергетическая установка Уитридж                     | Округ Морроу                 |                                | 300 (ветер) 50 (солнце) | 2020                     |

### Биомасса
| Название                              | Расположение  | Координаты                       | Мощность (МВт) | Оператор                                          | Год ввода в эксплуатацию |
| ------------------------------------- | ------------- | -------------------------------- | -------------- | ------------------------------------------------- | ------------------------ |
| Springfield Power Plant               | Спрингфилд    | 44°03′25″ с. ш. 122°57′20″ з. д. | 65             | International Paper                               | 1949/1953/1976           |
| Электростанция Спрингфилд             | Спрингфилд    | 44°03′25″с.ш. 122°57′20″з.д.     | 65             | Международная газета                              | 1949/1953/1976           |
| Электростанция комплекса Диллард      | Диллард       | 43°05′22″ с.ш. 123°24′56″ з.д.   | 51,5           | Продукция компании Roseburg Forest                | 1955                     |
| Биомасса Один                         | Уайт-Сити     | 42°26′10″с.ш. 122°51′00″з.д.     | 36.5           | Биомасса Один LP                                  | 1985/2009                |
| Электростанция Wauna Mill             | Вауна         | 46°09′14″с.ш. 123°24′24″з.д.     | 36             | Джорджия-Пасифик                                  | 1996                     |
| Электростанция Толедо Милл            | Толедо        | 44°36′43″с.ш. 123°55′55″з.д.     | 21.5           | Джорджия-Пасифик                                  | 2007                     |
| Сенека Устойчивая Энергия             | Юджин         | 44°06′59″с.ш. 123°10′44″з.д.     | 18.8           | Лесопилка Сенека                                  | 2011                     |
| Прерий-Сити                           | Прери-Сити    | 44°27′18″с.ш. 118°42′40″з.д.     | 10             | Д-Р Джонсон                                       | 2012                     |
| ООО «Эвергрин Биопауэр»               | Лайонс        | 44°46′15″с.ш. 122°36′43″з.д.     | 10             | Компания Freres Lumber Co.                        | 2007                     |
| Завод в Медфорде, Британская Колумбия | Медфорд       | 42°21′20″ с.ш. 122°54′17″ з.д.   | 8.5            | Каскад Бойсе                                      | 1956/1965                |
| Загадка                               | Ридл          | 42°57′59″с.ш. 123°21′27″з.д.     | 7.5            | Д-Р Джонсон                                       | 1987                     |
| Винчестер Один                        | Винчестер     | 43°17′23″с.ш. 123°21′42″з.д.     | 6.5            | Компания по производству древесины округа Дуглас. | 2006                     |
| Мадрас Один                           | Мадрас        |                                  | 5              | Племя Уорм Спрингс                                |                          |
| Грубый и готовый                      | Кейв-Джанкшен |                                  | 1.5            | Компания Rough & Ready Lumber                     |                          |

### Геотермические
| Название                            | Расположение | Координаты                   | Мощность (МВт) | Оператор                            | Год ввода в эксплуатацию |
| ----------------------------------- | ------------ | ---------------------------- | -------------- | ----------------------------------- | ------------------------ |
| Нил Хот Спрингс                     | Округ Малур  | 44°01′23″с.ш. 117°28′05″з.д. | 30.1           | Геотермальная энергия США           | 2012                     |
| Гео-тепловой центр OIT              | Кламат-Фолс  |                              | 1.5            | Орегонский технологический институт | 2014                     |
| Геотермальная электростанция Пейсли | Округ Лейк   | 42°41′45″с.ш. 120°33′28″з.д. | 3.7            | Электрификация долины Сюрприз       | 2015                     |

### Солнечные
| Название                                | Расположение     | Координаты                     | Мощность (МВт) | Оператор                                       | Год ввода в эксплуатацию |
| --------------------------------------- | ---------------- | ------------------------------ | -------------- | ---------------------------------------------- | ------------------------ |
| Гала-солнечная звезда                   | Округ Крук       | 44°11′03″с.ш. 120°55′05″з.д.   | 56             | Avangrid Renewables                            | 2017                     |
| Аэропорт Солнечная                      | Округ Лейк       | 42°10′13″с.ш. 120°24′08″з.д.   | 47.3           | Возобновляемая энергия Суинертона              | 2019                     |
| Игл-Пойнт Солнечная                     | Округ Джексон    | 42°24′00″с.ш. 121°49′47″з.д.   | 13             | Pine Gate Возобновляемые источники энергии     | 2018                     |
| Адамс Солар                             | Округ Джефферсон | 42°10′13″с.ш. 120°24′08″з.д.   | 10             | Возобновляемая энергия Суинертона              | 2018                     |
| Солнечная энергия Bear Creek            | Округ Дешутс     | 44°03′39″с.ш. 121°14′14″з.д.   | 10             | Возобновляемая энергия Суинертона              | 2018                     |
| Black Cap Solar (1&2)                   | Округ Лейк       | 42°10′30″с.ш. 120°21′45″з.д.   | 10             | Возобновляемая энергия Суинертона              | 2012/2016                |
| Коллиер Солар                           | Округ Дешутс     | 44°03′46″с.ш. 121°13′34″з.д.   | 10             | Орегонские солнечные земельные участки         | 2017                     |
| Эльба Солар                             | Округ Джефферсон | 44°37′05″с.ш. 121°12′18″з.д.   | 10             | Возобновляемая энергия Суинертона              | 2018                     |
| Гарретт Солар                           | Округ Лейк       | 42°09′36″с.ш. 120°24′00″з.д.   | 10             | Возобновляемая энергия Суинертона              | 2019                     |
| Нефф Солар                              | Округ Дешутс     | 44°04′04″с.ш. 121°13′41″з.д.   | 10             | Cypress Creek Возобновляемые источники энергии | 2017                     |
| Открытый диапазон солнечной энергии     | Округ Малур      | 43°47′48″с.ш. 117°03′55″з.д.   | 10             | Возобновляемая энергия Суинертона              | 2016                     |
| ИЛИ Солнечная 3                         | Округ Кламат     | 42°01′20″ с.ш. 121°25′08″ з.д. | 10             |                                                | 2017                     |
| ИЛИ Солар 6                             | Округ Лейк       | 42°12′32″с.ш. 120°22′04″з.д.   | 10             |                                                | 2017                     |
| ИЛИ Солар 8                             | Округ Кламат     | 42°14′20″ с.ш. 121°35′09″ з.д. | 10             |                                                | 2018                     |
| Thunderegg Солнечный                    | Округ Малур      | 43°55′52″с.ш. 116°59′15″з.д.   | 10             | Возобновляемая энергия Суинертона              | 2016                     |
| Vale Air Solar                          | Округ Малур      | 43°57′54″с.ш. 117°15′29″з.д.   | 10             | Возобновляемая энергия Суинертона              | 2016                     |
| Wy'east Solar                           | Округ Шерман     | 45°35′05″с.ш. 120°36′00″з.д.   | 10             | Avangrid Renewables                            | 2018                     |
| Перекати-поле солнечное                 | Округ Дешутс     | 44°11′24″с.ш. 121°13′49″з.д.   | 9.9            | Heelstone Возобновляемая Энергия               | 2017                     |
| Старая мельница Солнечная               | Округ Кламат     | 42°12′12″с.ш. 121°02′47″з.д.   | 6.8            | Энергетические ресурсы NextEra                 | 2016                     |
| Солнечная энергия в Аутбэке             | Округ Лейк       | 43°14′13″с.ш. 120°29′24″з.д.   | 5              | Созвездие Энергии                              | 2012                     |
| Стальной мост Солнечный                 | Округ Полк       | 45°04′05″с.ш. 123°28′12″з.д.   | 2.3            | OneEnergy                                      | 2015                     |
| Проект Black Cap Solar                  | Округ Лейк       | 42°10′30″с.ш. 120°21′35″з.д.   | 2              | Группа компаний Obsidian Finance               | 2012                     |
| Белвью Солар                            | Округ Ямхилл     | 45°06′44″с.ш. 123°14′05″з.д.   | 2              | EDF Возобновляемые источники энергии           | 2011                     |
| Солнечная батарея OIT                   | Кламат-Фолс      |                                | 2              | Орегонский технологический институт            | 2014                     |
| Солнечная магистраль Балдок             | Округ Клакамас   | 45°16′10″с.ш. 122°46′18″з.д.   | 1.7            | Портленд Дженерал Электрик                     | 2012                     |
| Кроличье поле Университета штата Орегон | Округ Бентон     | 44°34′25″с.ш. 123°19′01″з.д.   | 1.2            | SolarCity                                      | 2014                     |
| Ямхилл Солар                            | Округ Ямхилл     | 45°06′32″с.ш. 123°16′43″з.д.   | 1              | EDF Возобновляемые источники энергии           | 2011                     |

## Выведенные из эксплуатации
| Название                            | Расположение | Координаты                   | Тип   | Мощность (МВт) | Оператор                  | Год ввода в эксплуатацию | \| Год вывода из эксплуатации \| \| -------------------------- \| |
| ----------------------------------- | ------------ | ---------------------------- | ----- | -------------- | ------------------------- | ------------------------ | ----------------------------------------------------------------- |
| Проект гидроэлектростанции Булл-Ран | Санди-Ривер  |                              | Гидро | 22             |                           | 1908                     | 2008                                                              |
| Бордман                             | Бордман      | 45°41′36″с.ш. 119°48′32″з.д. | Уголь | 550            | Portland General Electric | 1980                     | 2020                                                              |
| Год вывода из эксплуатации          |              |                              |       |                |                           |                          |                                                                   |